# Let Sriwijaya Air 182
Let Sriwijaya Air 182 byl pravidelný vnitrostátní let indonéské společnosti Sriwijaya Air z Jakarty do Pontianaku na Západním Kalimantanu. Letoun Boeing 737-524 zmizel 9. ledna 2021 ve 14.40 místního času z radarových obrazovek. Ke ztrátě kontaktu došlo čtyři minuty po startu. Na palubě bylo 62 lidí, 56 cestujících a šest členů posádky.

## Vyšetřování

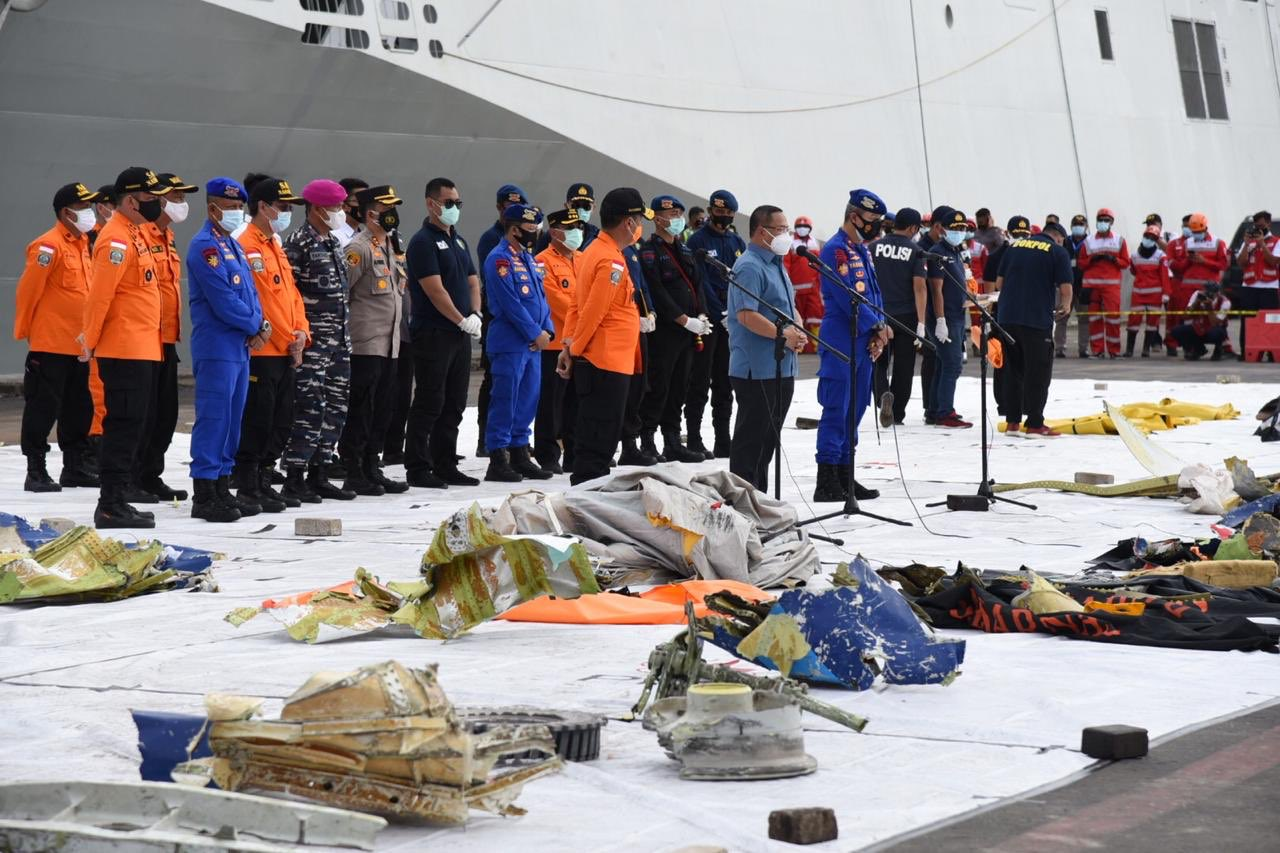
Tisková konference o aktualizaci pátrací a záchranné operace

První zpráva o havárii byla hlášena 9. ledna kolem 8:30 středoevropského času, v níž rybář řekl, že letadlo havarovalo a explodovalo v moři.
Vedoucí indonéské národní pátrací a záchranné agentury oznámil, že místo havárie se nachází přibližně 20 km od mezinárodního letiště Sukarno-Hatta, z něhož letadlo odletělo.
Dne 10. ledna indonéské námořnictvo oznámilo, že přesné souřadnice místa havárie byly určeny.